# Los cuatrocientos (1892)

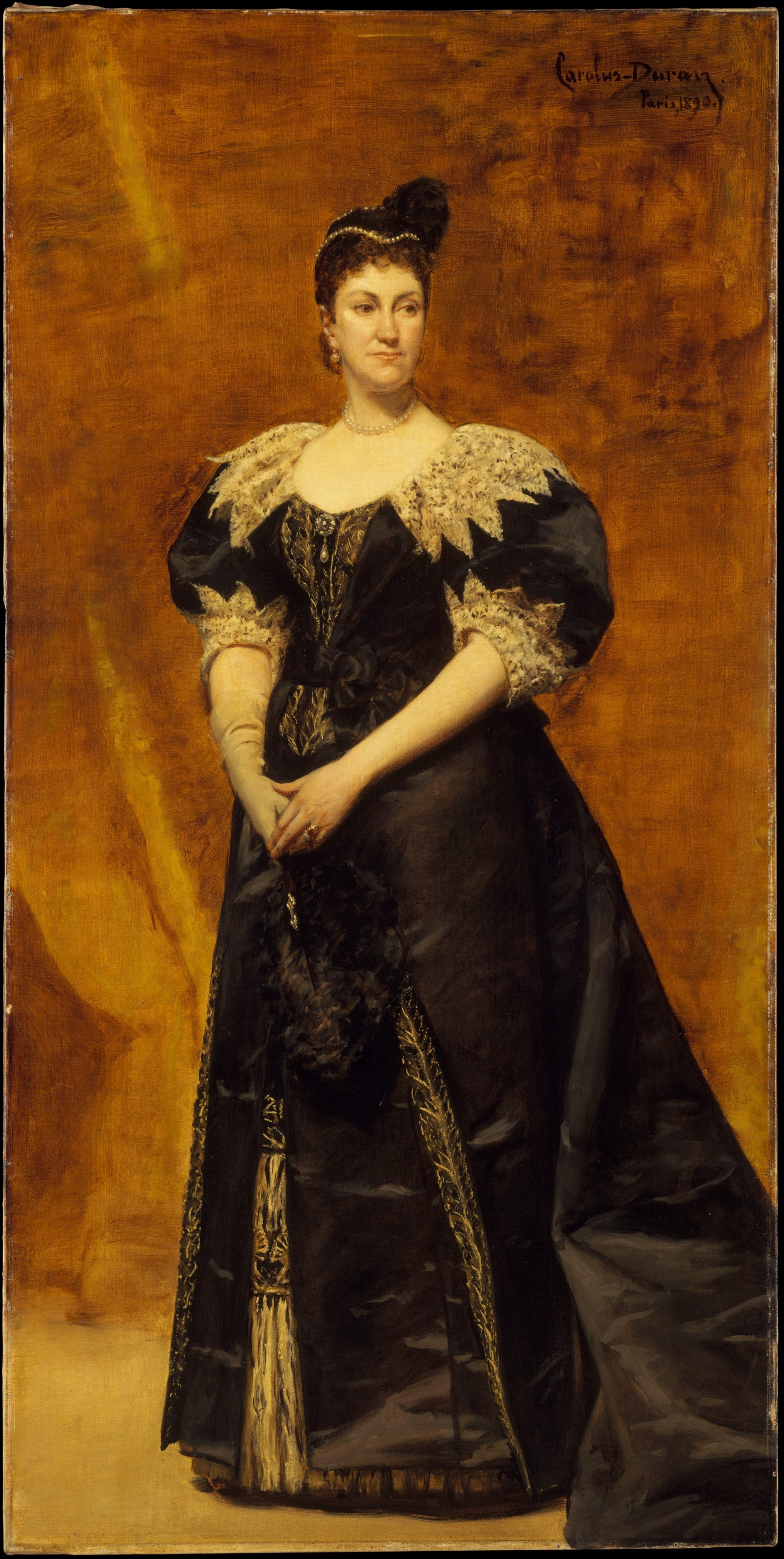
Retrato de Mrs. Astor por Carolus-Duran, en París 1890. Este cuadro ocupaba un lugar destacado en la casa de Astor. Ella se colocaba frente a él cuando recibía invitados para las recepciones. En la actualidad, lo conserva el Metropolitan Museum of Art.

Los Cuatrocientos fue una lista de la sociedad neoyorquina durante la Edad Dorada, un grupo que estuvo liderado por Caroline Schermerhorn Astor, la "señora Astor", durante muchos años.  Tras su muerte, su papel en la sociedad fue ocupado por tres mujeres: Mamie Fish, Theresa Fair Oelrichs y Alva Belmont, conocido como el "triunvirato" de la sociedad estadounidense. 
El 16 de febrero de 1892, The New York Times publicó la lista "oficial" de los incluidos en los "Cuatrocientos", dictada por el árbitro social Ward McAllister, amigo y confidente de Astor, en respuesta a las listas ofrecidas por otros, y tras años de clamor de la prensa por saber quién estaba en ella. 

## Historia
En las décadas posteriores a la Guerra de Secesión, la población de la ciudad de Nueva York creció casi exponencialmente, y los inmigrantes y arribistas adinerados del Medio Oeste de los Estados Unidos comenzaron a desafiar el dominio del viejo establishment neoyorquino. Ayudada por McAllister, Astor  intentó codificar el comportamiento y la etiqueta adecuados, así como determinar quién era aceptable entre los arribistas, como adalides del dinero antiguo y la tradición.
Según se dice, Ward McAllister acuñó la frase "los Cuatrocientos" al declarar que había "sólo 400 personas en la sociedad neoyorquina de moda"  Según él, este era el número de personas en Nueva York que realmente importaban; las personas que se sentían a gusto en los salones de baile de la alta sociedad.  En 1888, McAllister declaró al New York Tribune que "si se sale de ese número", advirtió, "se da con gente que o bien no está a gusto en un salón de baile o bien hace que otras personas no estén a gusto".
Aunque popularmente se ha relacionado el número cuatrocientos con la capacidad del salón de baile de Caroline Schermerhorn Astor en su gran casa de piedra rojiza en el 350 de la Quinta Avenida y la calle 34 Este (hoy en dicho lugar se levanta el Empire State Building), los orígenes exactos siguen siendo desconocidos. Hubo otras listas en Nueva York por la misma época que requerían un aforo máximo de cuatrocientos, incluyendo el Delmonico's Restaurant y los bailes locales de cotillón, que pueden haber contribuido a la particular suma de cuatrocientos.

### Lista de febrero de 1892

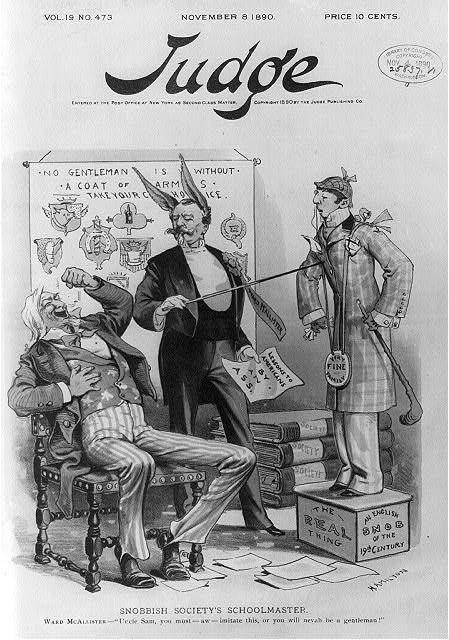
"El maestro de escuela de la sociedad snob". Caricatura de Ward McAllister como un asno diciéndole al Tío Sam que debe imitar a "un esnob inglés del siglo XIX" o "nunca será un caballero". Publicado en Judge, 8 de noviembre de 1890.

En respuesta a las listas competidoras que nombraban a los supuestos miembros de la sociedad neoyorquina publicadas en el New York World que insistían en que la sociedad neoyorquina estaba, de hecho, formada por sólo 150 personas, McAllister habló con el Times, refutando el artículo del World y dando al periódico la "lista oficial", que fue publicada el 16 de febrero de 1892, y citaba a McAllister declarando:

The so-called Four Hundred has not been cut down or dwindled to 150 names. The nonsense, don't you know, printed to that effect in the World and some other papers, has made a very bad impression that will reflect badly against them, you understand. That list of names, you understand, printed on Sunday, did not come from me, don't you see. It is unauthorized, don't you see. But it is accurate as far as it goes, you understand.

It is incomplete and does injustice, you understand, to many eligible millionaires. Think of leaving out such names, don't you know, as Chauncey M. Depew, Gen. Alexander S. Webb, Mr. and Mrs. Edward Cooper, Mr. and Mrs. Luther Kountze, Mr. and Mrs. Robert Goelet, Mr. and Miss Wilson, Miss Greene, and many others! Don't you understand, it is absurd, senseless.
Let me explain, don't you know. There are three dinner dances, don't you know, during the season, and the invitations, don't you see, are issued to different ladies and gentlemen each time, do you understand? So at each dinner dance, you know, are only 150 people of the highest set, don't you know. So, during the season, you see, 400 different invitations are issued.

Wait a moment and I will give you a correct list, don't you know, of the people who form what is known as the Four Hundred. Do you understand it will be authorized, reliable, and, don't you know, the only correct list.
Los llamados Cuatrocientos no han sido recortados ni reducidos a 150 nombres. Las tonterías, ¿sabe?, publicadas en ese sentido en el World y algunos otros periódicos, han causado una muy mala impresión que se reflejará mal contra ellos, como usted comprenderá. Esa lista de nombres, impresa el domingo, no vino de mí. No está autorizada. Pero es exacta en la medida en que lo es, usted entiende.

Es incompleta y comete una injusticia con muchos millonarios elegibles. Piense en dejar fuera nombres como Chauncey M. Depew, Gen. Alexander S. Webb, Sr. y Sra. Edward Cooper, Sr. y Sra. Luther Kountze, Sr. y Sra. Robert Goelet, Sr. y Sra. Wilson, Sra. Greene, ¡y muchos otros! No lo entiendes, es absurdo, sin sentido.
Déjeme explicarle, no lo sabe. Hay tres cenas con baile, ¿sabe?, durante la temporada, y las invitaciones, ¿no lo ve?, se hacen a diferentes damas y caballeros cada vez, ¿comprende? Así que en cada cena-baile, ya sabes, son sólo 150 personas del más alto conjunto, no lo sabes. Por lo tanto, durante la temporada, ya ves, se emiten 400 invitaciones diferentes.

Espere un momento y le daré una lista correcta, no lo sabe, de las personas que forman lo que se conoce como los Cuatrocientos. Entiende que será autorizada, fiable y, no lo sabe, la única lista correcta.

La lista, que supuestamente incluía a la crème de la crème de la sociedad neoyorquina, estaba formada en su mayor parte por "banqueros, abogados, agentes de bolsa, agentes inmobiliarios y ferroviarios, con un editor (Paul Dana de The New York Sun), un editor, un artista y dos arquitectos". " También incluía una mezcla de "Nobs" y "Swells".  Los "Nobs" procedían del dinero antiguo (incluida la familia Astor, la Goelet, la Livingston, y la Van Rensselaer), y los "Swells" eran representantes de los nuevos ricos, a quienes Astor consideraba, a regañadientes, capaces de participar en la sociedad educada (mejor personificados por la familia Vanderbilt). 

### Críticas y reacciones en contra

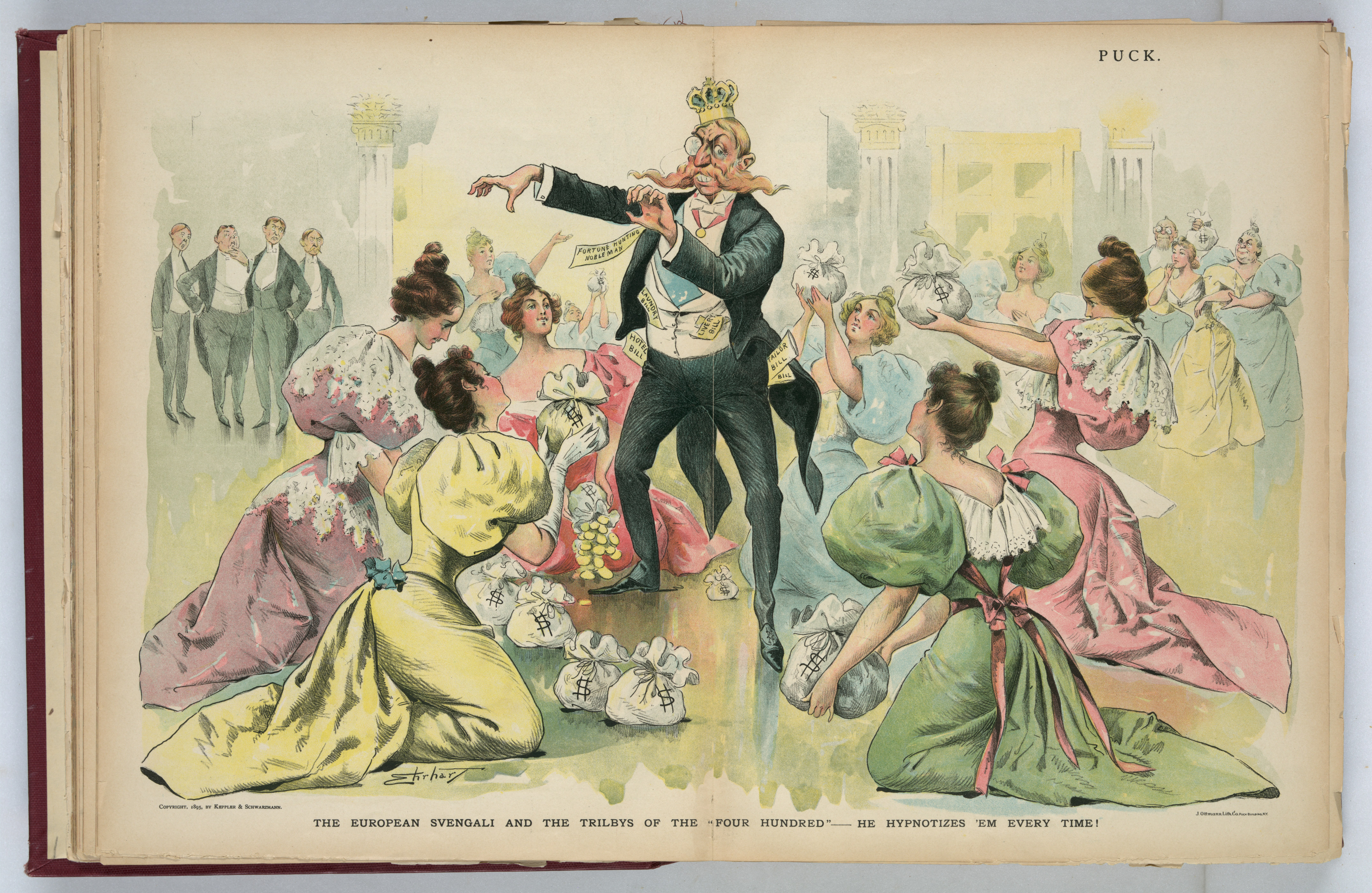
"El Svengali europeo y los trilbys de los "cuatrocientos" - ¡Los hipnotiza siempre!". Ilustración publicada en Puck, el 2 de octubre de 1895.

Después de que McAllister publicara los nombres de los Cuatrocientos en The New York Times, se produjeron importantes reacciones en contra, tanto de la idea de una lista definitiva de la "sociedad aceptable" como del propio McAllister. Los periódicos lo apodaron "Mr. Make-a-Lister" (juego de palabras en inglés que significa "Hacer una lista") y, en combinación con sus memorias publicadas en 1890, tituladas Society as I Have Found It, le condenó aún más al ostracismo de la "vieja guardia", que valoraba su intimidad en una época en la que los líderes de la sociedad eran el equivalente de las estrellas de cine modernas.  William d'Alton Mann, propietario de Town Topics, una revista de cotilleos, consideraba su deber denunciar los pecados de la sociedad y criticaba regularmente a los Cuatrocientos.
Varios años más tarde, el escritor O. Henry publicó una colección de relatos cortos, titulada Los Cuatro Millones, una reacción a esta frase, expresando su opinión de que cada ser humano de Nueva York era digno de mención.
En 2009, el Museo de la Ciudad de Nueva York elaboró su propia lista, titulada "Los 400 de Nueva York", de los 400 "impulsores y agitadores" que marcaron la diferencia en los 400 años de historia de la ciudad de Nueva York desde que Henry Hudson llegó en 1609.  McAllister fue "la única persona de los Cuatrocientos originales que también entró en la lista del museo" 

## Miembros nombrados

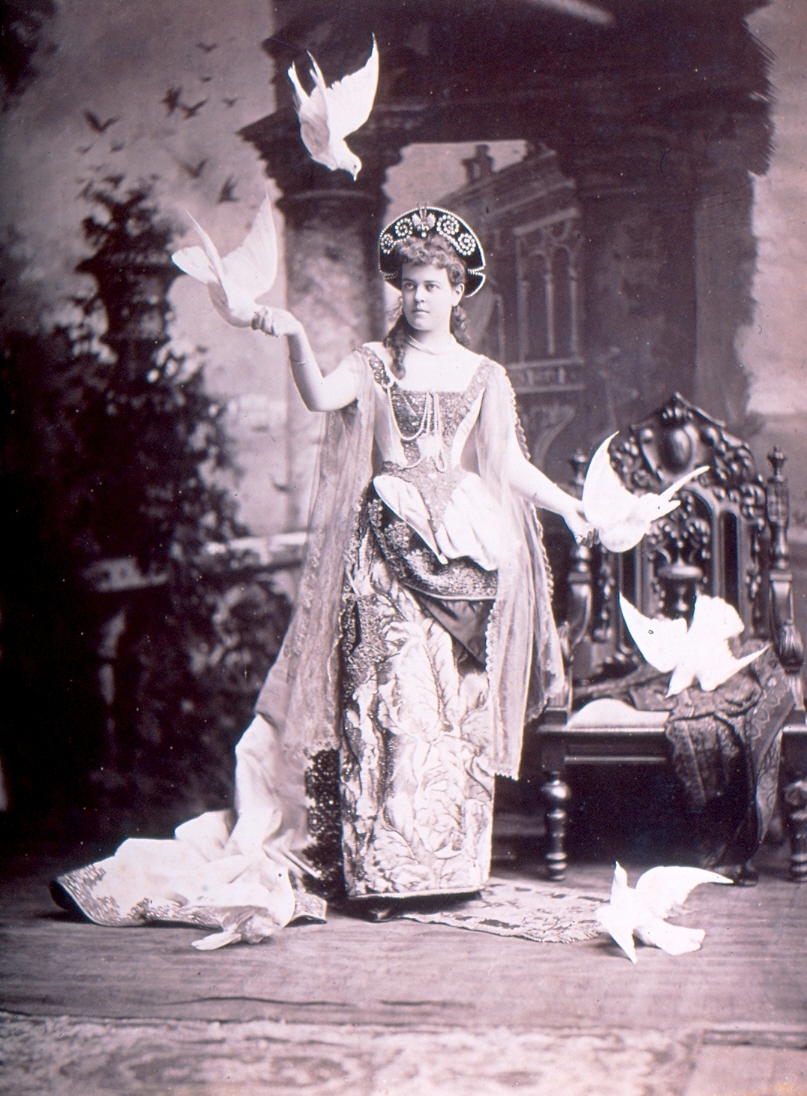
Fotografía de Alva Smith Vanderbilt en su baile de 1883 como "Dama del Renacimiento Veneciano". Alva, primera esposa de William Kissam Vanderbilt y segunda de Oliver Belmont, fue una de las sucesoras de Astor. Fotografiada por José María Mora.

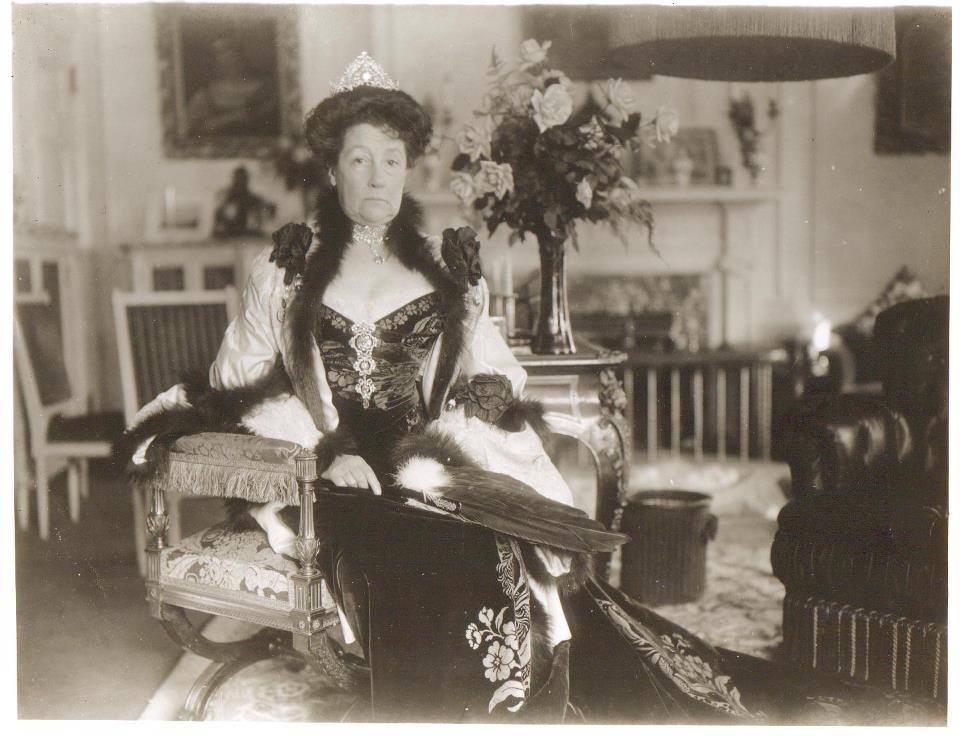
Fotografía de Mamie Fish, esposa de Stuyvesant Fish, y una de las sucesoras de Astor.

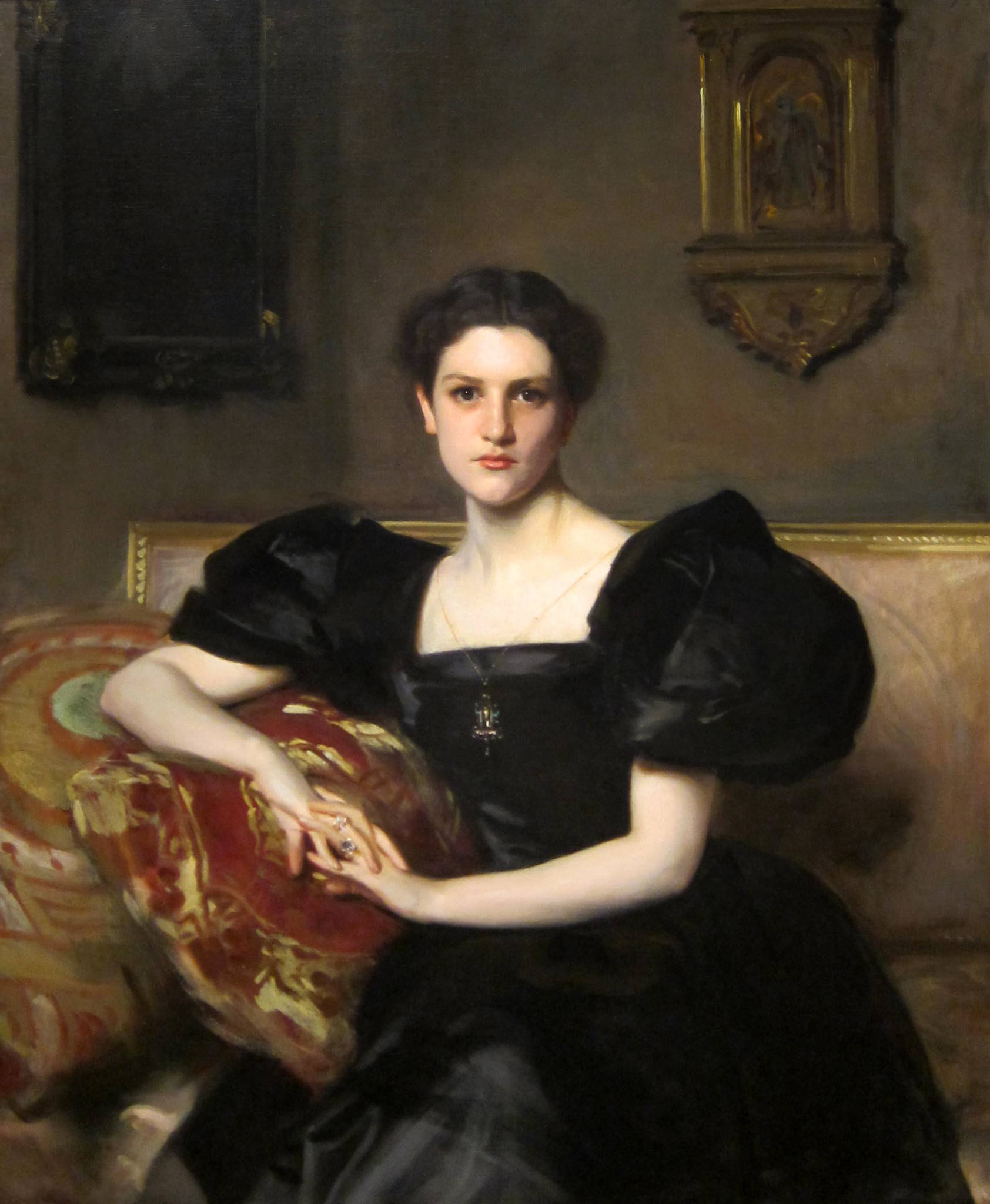
Retrato de Elizabeth Astor Winthrop Chanler, por John Singer Sargent, 1893.

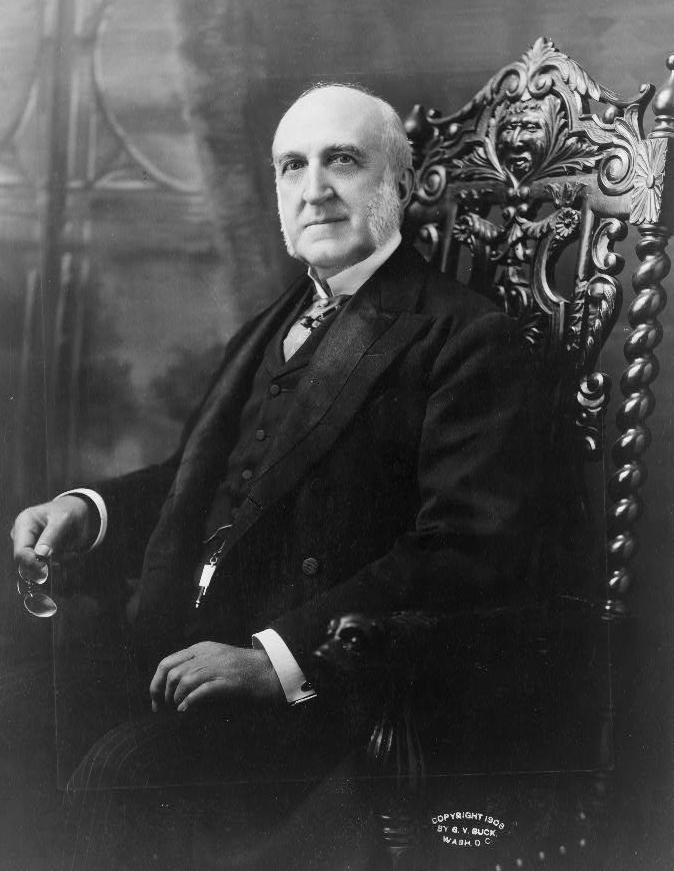
Fotografía de Chauncey Depew, Senador de los Estados Unidos y presidente del Ferrocarril Central de Nueva York de Vanderbilt, c. 1908.

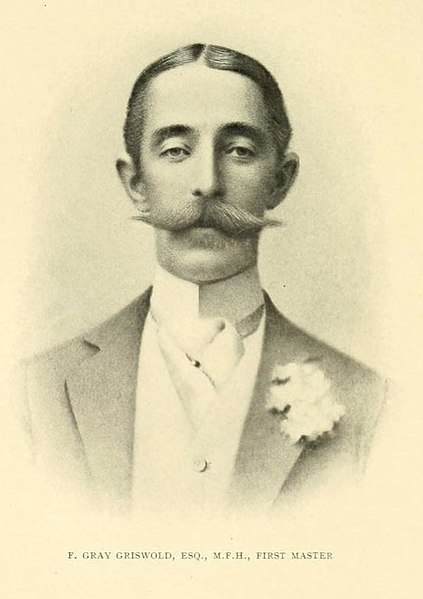
Frank Gray Griswold, financiero y escritor, 1908.

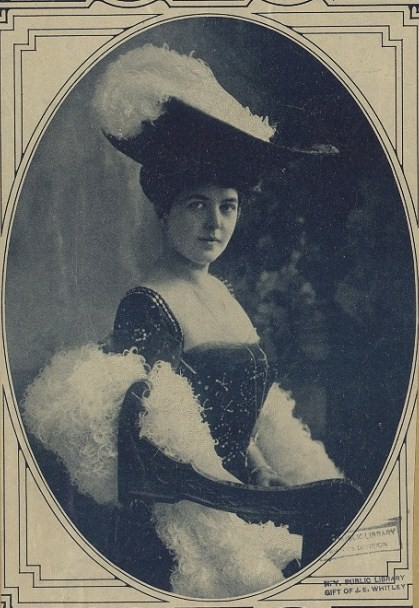
Julia Dent Grant, que se casó con el príncipe Mikhail Cantacuzène en 1899, era hija de Frederick Dent Grant y nieta del presidente estadounidense Ulysses S Grant. Foto tomada en 1904.

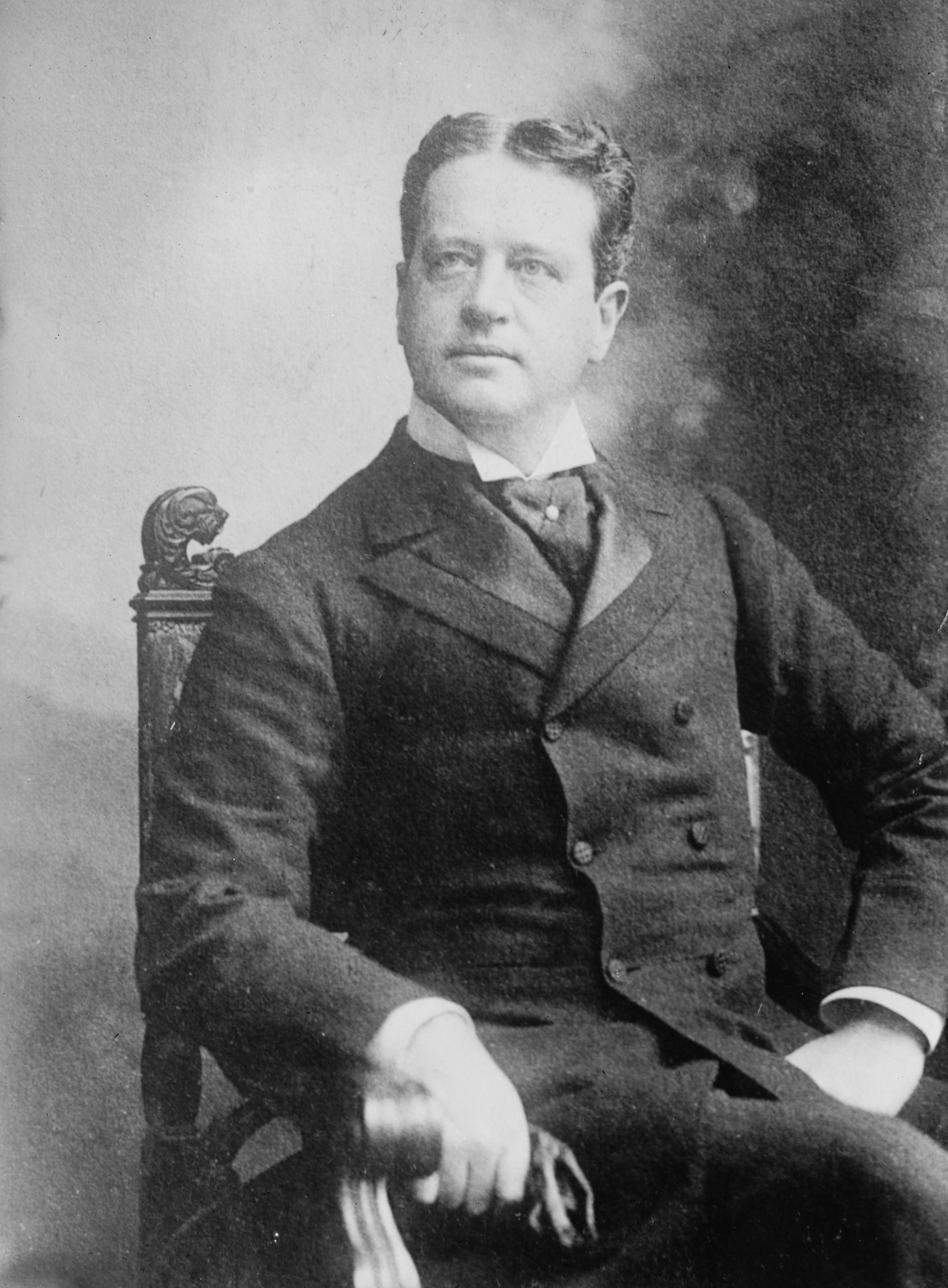
Fotografía de William Kissam Vanderbilt, primer marido de Alva Smith Vanderbilt

Fotografía de Alice Claypoole Vanderbilt, esposa de Cornelius Vanderbilt II, en el baile de Alva de 1883 como 'Luz Eléctrica'. Vestido de Charles Frederick Worth. Fotografiado por José María Mora.

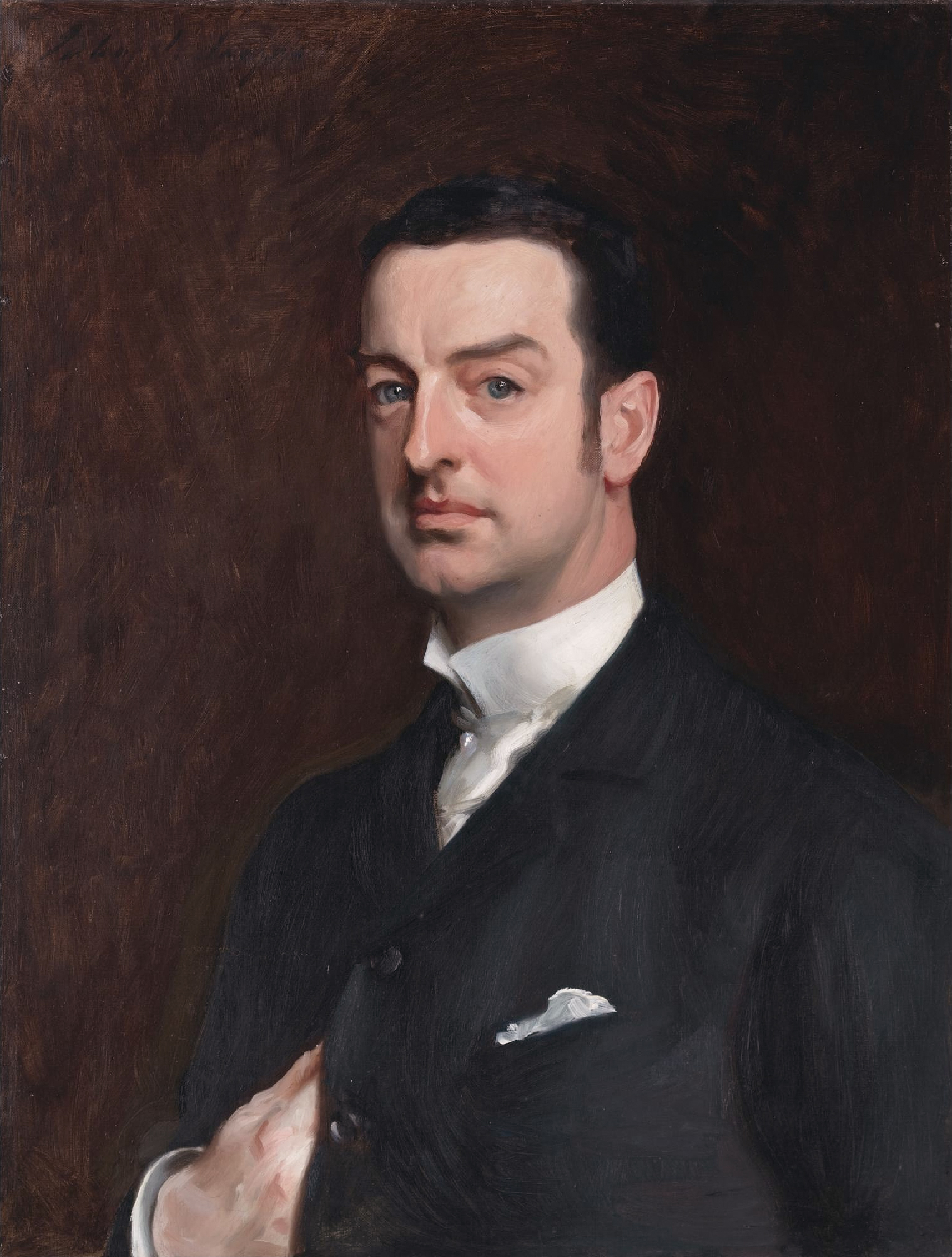
Retrato de Cornelius Vanderbilt II, marido de Alice Claypoole Vanderbilt, por John Singer Sargent, 1890.

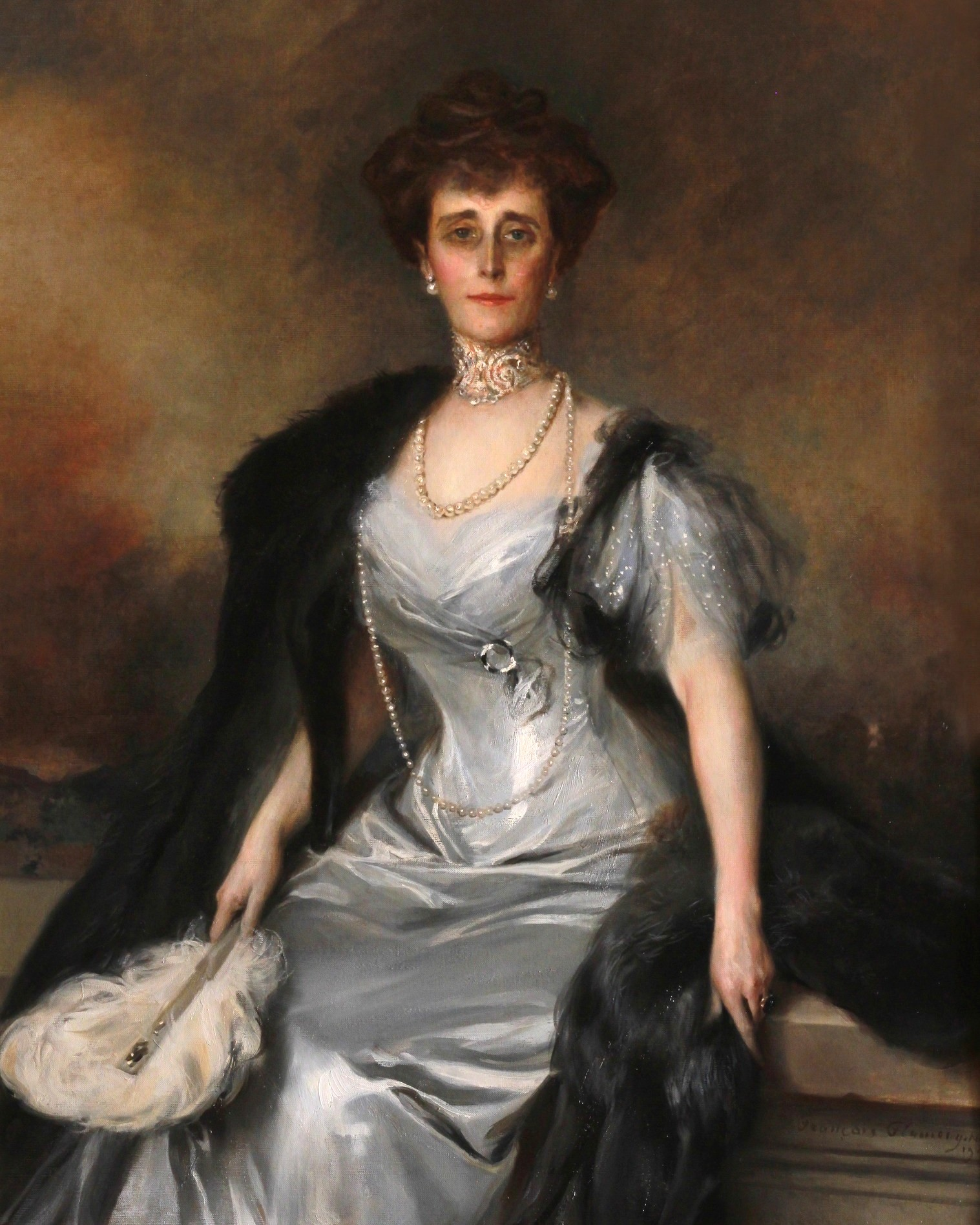
Retrato de Ruth Livingston Mills, esposa de Ogden Mills, por François Flemeng.

Un retrato en miniatura de Cornelia Sherman Martin, esposa de Bradley Martin, que organizó el famoso Baile Bradley-Martin en 1897.

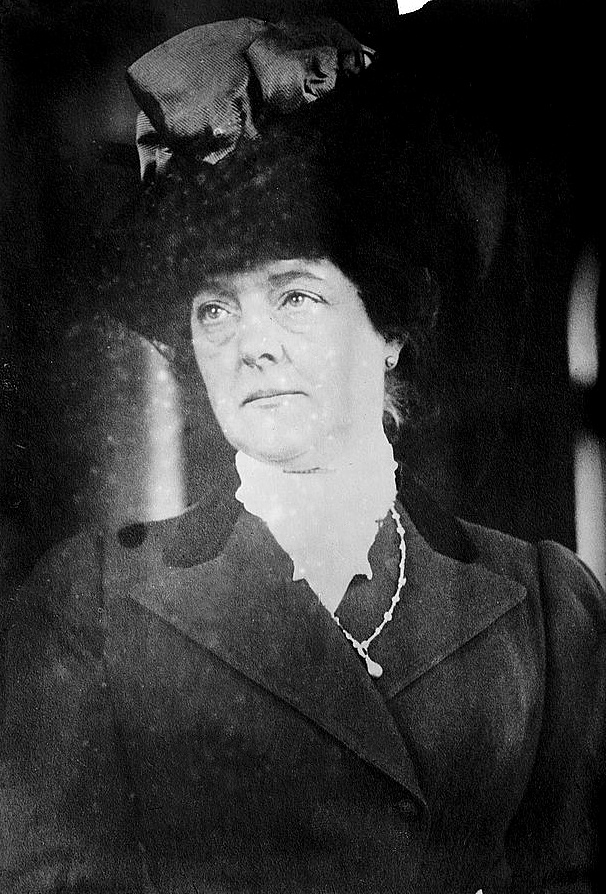
Fotografía de Frances Ellen Work, la que fuera esposa de James Roche, 3er Barón de Fermoy, c. 1910-1915.

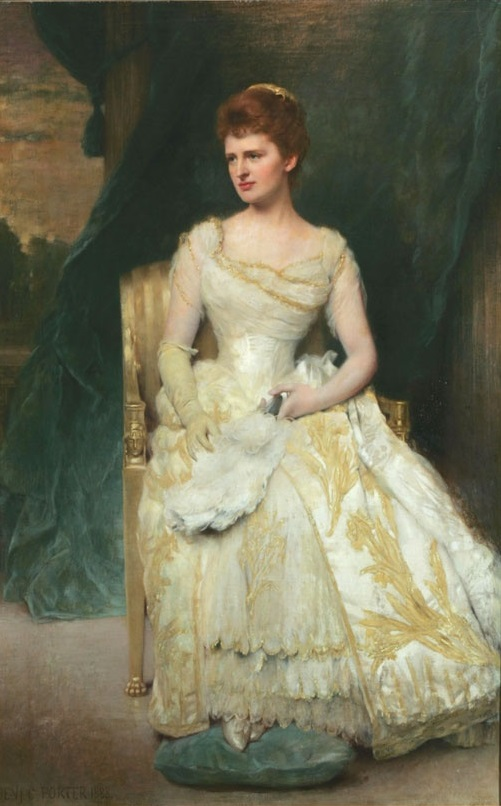
Retrato de Emily Thorn Vanderbilt, esposa del empresario William Douglas Sloane, por Benjamin Curtis Porter, 1888.

Retrato de los señores Anson Phelps Stokes, comerciante y banquero, por Cecilia Beaux c. 1898.

Retrato de Florence Adele Vanderbilt Twombly, esposa de Hamilton McKown Twombly, por John Singer Sargent, 1890.

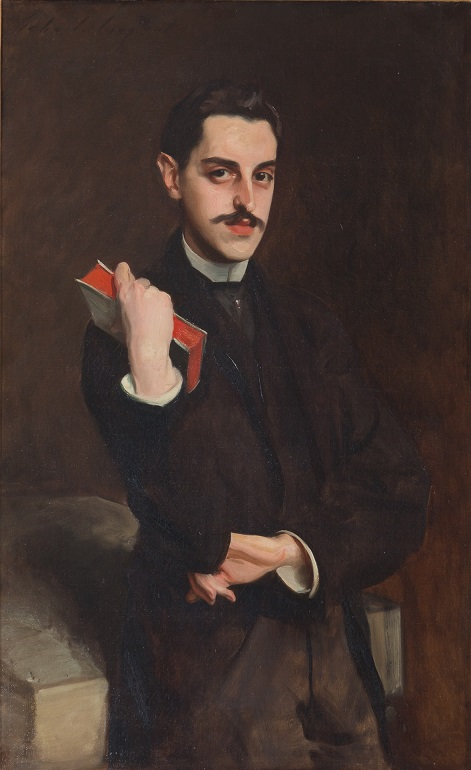
Retrato de George Washington Vanderbilt II, constructor de la Finca Biltmore en Carolina del Norte, por John Singer Sargent, 1890

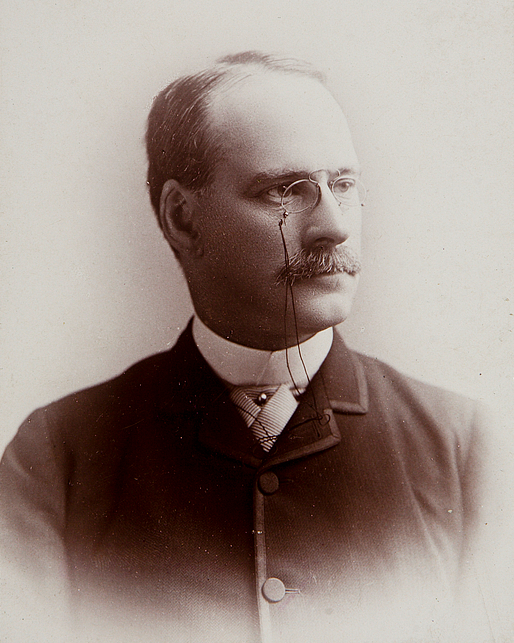
Fotografía de William Collins Whitney, ex Secretario de la Marina de los Estados Unidos (durante la administración de Cleveland), c. 1892 fotografiado por Charles Milton Bell

Sra. Henry Isaac Lorillard Barbey. Por Wilhelm Heinrich Funk, 1904

Además de contener mucho menos de 400 personas, la lista de McAllister "abundaba en inexactitudes: los nombres estaban mal escritos o incompletos y muchos cónyuges fueron omitidos o incluso incluidos a pesar de que estaban muertos". Las normas de la época dictaban que "sólo la hija mayor soltera de una familia llevaba el título de 'señorita', sin nombre de pila", pero él ignoraba regularmente la norma.
| N.º        | Name as it appears in article   | Full name                                                                          |
| ---------- | ------------------------------- | ---------------------------------------------------------------------------------- |
| 1, 2       | Sr. y Sra. F. R. Appleton       | Francis R. Appleton Fanny Lanier Appleton                                          |
| 3          | Fred H. Allen                   | Frederick Hobbes Allen                                                             |
| 4, 5       | Sr. y Sra. Astor                | William Backhouse Astor Jr. Caroline Schermerhorn Astor                            |
| 6, 7       | Sr. y Sra. J.J. Astor           | John Jacob Astor IV Ava Lowle Willing                                              |
| 8, 9       | Sr. y Sra. George H. Bend       | George H. Bend Elizabeth Austen Townsend Bend                                      |
| 10         | Sr. y Sra Amy Bend              | Amy Bend                                                                           |
| 11         | Sr. y Sra Beatrice Bend         | Beatrice Bend                                                                      |
| 12, 13     | Sr. y Sra. Lloyd Bryce          | Lloyd Bryce Edith Cooper Bryce                                                     |
| 14         | Sra. Cavendish Bentinck         | Elizabeth Livingston Cavendish-Bentinck                                            |
| 15, 16     | Sr. y Sra. F. Bronson           | Frederic Bronson Sarah Gracie King Bronson                                         |
| 17         | Heber Bishop                    | Heber Reginald Bishop                                                              |
| 18         | Sr. y Sra Bishop                | Mary Cunningham Bishop                                                             |
| 19         | William Harold Brown            | William Harold Brown                                                               |
| 20, 21     | Sr. y Sra. Edmund N. Baylies    | Edmund L. Baylies Louisa Van Rensselaer Baylies                                    |
| 22         | Mr. Temple Bowdoin              | Temple Bowdoin                                                                     |
| 23, 24     | Sr. y Sra. J. Townsend Burden   | I. Townsend Burden Evelyn Byrd Moale Burden                                        |
| 25         | Sr. y Sra Burden                | Evelyn B. Burden                                                                   |
| 26         | Sra. Barbey                     | Mary Lorillard Barbey                                                              |
| 27         | Sr. y Sra Barbey                | Eva Barbey                                                                         |
| 28         | Harold Brown                    | Harold Brown                                                                       |
| 29         | Edward Bulkley                  | Edward H. Bulkeley                                                                 |
| 30, 31     | Sr. y Sra. James L. Barclay     | James Lent Barclay Olivia Bell Barclay                                             |
| 32         | C. C. Baldwin                   | C.C. Baldwin                                                                       |
| 33         | Sr. y Sra Baldwin               | Louise Roman Baldwin                                                               |
| 34         | C. C. Baldwin Jr.               | C.C. Baldwin, Jr.                                                                  |
| 35, 36     | Gen. and Sra. Henry L. Burnett  | Henry Lawrence Burnett Agnes Suffern Tailer Burnett                                |
| 37         | Mr. Thomas Cushing              | Thomas Forbes Cushing                                                              |
| 38         | Sr. y Sra Edith Cushing         | Edith Howard Cushing                                                               |
| 39         | Mr. F. Bayard Cutting           | Robert Bayard Cutting                                                              |
| 40         | Sr. y Sra Coster                | Martha Ellery Coster                                                               |
| 41         | Mr. Harry Coster                | Harry Coster Mary Lee Coles Coster                                                 |
| 42, 43     | Sr. y Sra. Charles Carroll      | Charles Carroll Suzanne Bancroft Carroll                                           |
| 44, 45     | Sr. y Sra. Clarence Cary        | Clarence Cary Elisabeth Miller Potter Cary                                         |
| 46, 47     | Sr. y Sra. Winthrop Chandler    | Winthrop Astor Chanler Margaret Terry Chanler                                      |
| 48         | Sra. Brockholst Cutting         | Marion Ramsay Cutting                                                              |
| 49, 50     | Sr. y Sra. Harry Cannon         | Henry White Cannon Jennie Curtis Cannon                                            |
| 51         | Robert L. Cutting Jr.           | Robert Livingston Cutting Jr.                                                      |
| 52         | Col. J. Schuyler Crosby         | John Schuyler Crosby                                                               |
| 53         | Sr. y Sra Crosby                | Angelica Schuyler Crosby                                                           |
| 54, 55     | Sr. y Sra. W. Bayard Cutting    | William Bayard Cutting Olivia Peyton Murray Cutting                                |
| 56, 57     | Sr. y Sra. S. V. R. Cruger      | Stephen Van Rensselaer Cruger Julia Grinnell Storrow Cruger                        |
| 58         | Rawlings Cottenet               | Rawlins Lowndes Cottenet                                                           |
| 59         | F. Brockholst Cutting           | F. Brockholst Cutting                                                              |
| 60         | W. Cutting Jr.                  | William Bayard Cutting, Jr.                                                        |
| 61         | Sir Roderick Cameron            | Sir Roderick Cameron                                                               |
| 62         | Duncan Cameron                  | Duncan Ewen Cameron                                                                |
| 63, 64     | Las Señoritas Cameron           | Catherine Natalie Cameron Anne Fleming Cameron                                     |
| 65, 66     | Sr. y Sra. James Cross          | Richard James Cross Annie Redmond Cross                                            |
| 67, 68     | Sr. y Sra. Edward Cooper        | Edward Cooper Cornelia Redmond Cooper                                              |
| 69, 70, 71 | Las Señoritas Chanler           | Elizabeth Astor Winthrop Chanler Margaret Livingston Chanler Alida Beekman Chanler |
| 72         | William R. Coster               | William B. Coster Maria Griswold Gray Coster                                       |
| 73, 74     | Sr. y Sra. Elisha Dyer Jr.      | Elisha Dyer III Sidney Turner Swan Dyer                                            |
| 75, 76     | Sr. y Sra. Duncan Elliot        | Duncan Elliot Sallie Hargous Elliot                                                |
| 77, 78     | Sr. y Sra. George B. De Forest  | George Beach de Forest Jr. Anita Hargous de Forest                                 |
| 79, 80     | Sr. y Sra. Chauncey M. Depew    | Chauncey Depew Elise Hegeman Depew                                                 |
| 81, 82     | Sr. y Sra. Frederic de Peyster  | Frederic James de Peyster Augusta McEvers Morris de Peyster                        |
| 83, 84     | Dr. and Sra. Francis Delafield  | Francis Delafield Katherine Van Rensselaer Delafield                               |
| 85         | Srta. Delafield                 | Elizabeth Ray Delafield                                                            |
| 86, 87     | Sr. y Sra. Paul Dana            | Paul Dana Mary Butler Duncan Dana                                                  |
| 88         | H. De Courcy Forbes             | H. De Courcy Forbes                                                                |
| 89, 90     | Sr. y Sra. Stuyvesant Fish      | Stuyvesant Fish Marion Graves Anthon Fish                                          |
| 91, 92     | Sr. y Sra. C. G. Francklyn      | Charles G. Francklyn Susan Sprague Hoyt Francklyn                                  |
| 93         | J. C. Furman                    | John C. Furman                                                                     |
| 94, 95     | Sr. y Sra. Hamilton Fish Jr.    | Hamilton Fish, Jr. Emily Mann Fish                                                 |
| 96         | Theodore Frelinghuysen          | Theodore Frelinghuysen                                                             |
| 97         | Augustus C. Gurnee              | Augustus C. Gurnee                                                                 |
| 98, 99     | Sr. y Sra. Ogden Goelet         | Ogden Goelet Mary Wilson Goelet                                                    |
| 100        | Mr. Frank G. Griswold           | Frank Gray Griswold                                                                |
| 101        | Srta. Greene                    | Anne Dunkin Greene                                                                 |
| 102        | Mr. Allister Greene             | Alister Greene                                                                     |
| 103        | Srta. Grant                     | Julia Grant                                                                        |
| 104        | Robert F. Hawkes                | Robert Forbes Hawkes                                                               |
| 105, 106   | Sr. y Sra. Thomas Howard        | Thomas Howard Rose Post Howard                                                     |
| 107, 108   | Sr. y Sra. Carly Havemeyer      | Charles Frederick Havemeyer Camilla Woodward Moss Havemeyer                        |
| 109        | Meredith Howland                | Meredith Howland                                                                   |
| 110, 111   | Sr. y Sra. Valentine G. Hall    | Valentine Hall Jr. Mary Livingston Ludlow Hall                                     |
| 112        | Srta. Hall                      | Elizabeth Livingston Hall                                                          |
| 113        | John A. Hadden Jr.              | John A. Hadden Jr.                                                                 |
| 114, 115   | Sr. y Sra. Columbus Iselin      | Columbus Iselin Edith Colford Jones Iselin                                         |
| 116        | Isaac Iselin                    | Isaac Iselin                                                                       |
| 117        | Sra. William Jaffray            | Helen Smythe Jaffray                                                               |
| 118        | Srta. Jaffray                   | Helen Frances Jaffray                                                              |
| 119        | Sra. F. R. Jones                | Mary Cadwalader Rawle Jones                                                        |
| 120        | Srta. Beatrix Jones             | Beatrix Cadwalader Jones                                                           |
| 121        | Shipley Jones                   | Shipley Jones                                                                      |
| 122, 123   | Sr. y Sra. DeLancey Kane        | DeLancey Astor Kane Eleanora Iselin Kane                                           |
| 124        | Nicholas Kane                   | Samuel Nicholson Kane                                                              |
| 125        | Srta. Knowlton                  | Mary Knowlton                                                                      |
| 126        | Srta. Sybel Kane                | Sybil Kane                                                                         |
| 127, 128   | Sr. y Sra. J. P. Kernochan      | James Powell Kernochan Catherine Lorillard Kernochan                               |
| 129, 130   | Col. and Sra. Kip               | Lawrence Kip Eva Lorillard Kip                                                     |
| 131        | Srta. Kipp                      | Edith Kip                                                                          |
| 132, 133   | Sr. y Sra. Frederick Kernochan  | J. Frederic Kernochan Mary Stuart Whitney Kernochan                                |
| 134        | Srta. Lusk                      | Anna Hartwell Lusk                                                                 |
| 135        | Arthur Leary                    | Arthur Leary                                                                       |
| 136        | Sra. Maturin Livingston         | Ruth Baylies Livingston                                                            |
| 137, 138   | Sr. y Sra. James Lanier         | James F. D. Lanier Harriet Bishop Lanier                                           |
| 139, 140   | Sr. y Sra. Henry B. Livingston  | Henry B. Livingston Frances Redmond Livingston                                     |
| 141        | Edward Livingston               | Edward Livingston                                                                  |
| 142        | Srta. Clarissa Livingston       | Clarisse Livingston                                                                |
| 143        | Edward De Peyster Livingston    | Edward De Peyster Livingston                                                       |
| 144, 145   | Sr. y Sra. Clement C. Moore     | Clement Clarke Moore Laura Williams Moore                                          |
| 146        | Ward McAllister                 | Ward McAllister                                                                    |
| 147, 148   | Sr. y Sra. Charles H. Marshall  | Charles Henry Marshall Josephine Banks Marshall                                    |
| 149        | Clement March                   | Clement March                                                                      |
| 150, 151   | Sr. y Sra. O. Mills             | Ogden Mills Ruth Livingston Mills                                                  |
| 152, 153   | Sr. y Sra. B. Martin            | Bradley Martin Cornelia Sherman Martin                                             |
| 154        | F. T. Martin                    | Frederick Townsend Martin                                                          |
| 155        | Peter Marié                     | Peter Marié                                                                        |
| 156, 157   | Sr. y Sra. H. W. McVickar       | Harry Whitney McVickar Maud Robbins McVickar                                       |
| 158, 159   | Sr. y Sra. A. N. Morris         | Augustus Newbold Morris Eleanor Colford Jones Morris                               |
| 160        | Srta. Morris                    | Eva Van Cortlandt Morris                                                           |
| 161, 162   | Sr. y Sra. R. Mortimer          | Richard Mortimer Eleanor Jay Chapman Mortimer                                      |
| 163        | Srta. Morgan                    | Anne Morgan                                                                        |
| 164, 165   | Sr. y Sra. T. Newbold           | Thomas Newbold Sarah Lawrence Coolidge Newbold                                     |
| 166        | Sra. Frederick Nelson           | Isabelle Gebhard Neilson                                                           |
| 167        | S. H. Olin                      | Stephen H. Olin                                                                    |
| 168, 169   | Sr. y Sra. C. Oelrichs          | Charles May Oelrichs Blanche de Loosey Oelrichs                                    |
| 170        | James Otis                      | James Otis                                                                         |
| 171        | Srta. Otis                      | Sarah Birdsall Otis                                                                |
| 172        | Edward Post                     | Edward C. Post                                                                     |
| 173        | Richard Peters                  | Richard Peters                                                                     |
| 174, 175   | Sr. y Sra. B. C. Porter         | Benjamin Curtis Porter Mary Clark Porter                                           |
| 176, 177   | Sr. y Sra. Frank Pendelton      | Francis Key Pendleton Elizabeth La Montagne Pendleton                              |
| 178        | Julian Potter                   | Julian Potter                                                                      |
| 179        | I. V. Packer                    | James Vanderburgh Parker                                                           |
| 180, 181   | Sr. y Sra. H. N. Potter         | Howard Nott Potter Ethel Potter                                                    |
| 182, 183   | Gen. and Sra. Pierson           | John Frederick Pierson Susan Augusta Rhodes Pierson                                |
| 184        | Srta. Pierson                   | Marguerite Pierson Hull                                                            |
| 185, 186   | Sr. y Sra. George B. Post       | George Browne Post Alice Stone Post                                                |
| 187        | Sra. William H. Perry           | Constance Frink Perry                                                              |
| 188        | Srta. Perry                     | Bertha Perry Ronalds                                                               |
| 189        | Goold H. Redmond                | Goold H. Redmond                                                                   |
| 190        | Sra. Rogers                     | Susan LeRoy Fish Rogers                                                            |
| 191        | Srta. Rogers                    | Julia Fish Rogers                                                                  |
| 192        | J. Ritchie                      | J. Wadsworth Ritchie                                                               |
| 193        | T. J. Oakley Rhinelander        | Thomas Jackson Oakley Rhinelander                                                  |
| 194        | Srta. Cora Randolph             | Cora Randolph Trimble                                                              |
| 195        | Sra. Burke Roche                | Frances Burke Roche                                                                |
| 196, 197   | Sr. y Sra. S. O. Ripley         | Sidney Dillon Ripley Mary Hyde Ripley                                              |
| 198        | D. T. L. Robinson               | Douglas Robinson Sr.                                                               |
| 199        | R. K. Richards                  | Robert Kerr Richards                                                               |
| 200, 201   | Sr. y Sra. Douglas Robinson Jr. | Douglas Robinson Jr. Corinne Roosevelt Robinson                                    |
| 202, 203   | Sr. y Sra. H. Robins            | Henry Asher Robbins Lizzie Pelham Bend Robbins                                     |
| 204        | Srta. Sands                     | Edith Cruger Sands                                                                 |
| 205, 206   | Sr. y Sra. William D. Sloane    | William Douglas Sloane Emily Thorn Vanderbilt Sloane                               |
| 207, 208   | Sr. y Sra. Philip Schuyler      | Philip Schuyler Harriet Lowndes Langdon Schuyler                                   |
| 209, 210   | Sr. y Sra. Byam K. Stevens      | Byam K. Stevens Eliza Langdon Wilks Stevens                                        |
| 211        | Lispenard Stewart               | Lispenard Stewart, Jr.                                                             |
| 212, 213   | Sr. y Sra. W. W. Sherman        | William Watts Sherman Sophia Augusta Brown Sherman                                 |
| 214        | Srta. Adele Sloane              | Florence Adele Sloane                                                              |
| 215, 216   | Sr. y Sra. Anson Phelps Stokes  | Anson Phelps Stokes Helen Phelps Stokes                                            |
| 217        | Srta. Stokes                    | Olivia Egleston Phelps Stokes                                                      |
| 218, 219   | Sr. y Sra. Walter L. Suydam     | Walter Lispenard Suydam Jane Mesier Suydam                                         |
| 220, 221   | Sr. y Sra. F. K. Sturgis        | Frank K. Sturgis Florence Lydig Sturgis                                            |
| 222        | Srta. Elizabeth Stevens         | Elizabeth Callendar Stevens                                                        |
| 223        | G. Mead Tooker                  | Gabriel Mead Tooker                                                                |
| 224        | Srta. Tooker                    | Charlotte Tooker Warren                                                            |
| 225        | E. N. Tailer                    | Edward Neufville Tailer                                                            |
| 226, 227   | Sr. y Sra. H. McKay Twombly     | Hamilton McKown Twombly Florence Vanderbilt Twombly                                |
| 228        | Srta. Tailer                    | Fannie Bogert Tailer                                                               |
| 229        | Marquise de Talleyrand          | Elizabeth de Talleyrand-Périgord                                                   |
| 230        | Srta. Mabel Van Rensselaer      | Mabel Van Rensselaer                                                               |
| 231        | Srta. Alice Van Rensselaer      | Alice Van Rensselaer                                                               |
| 232, 233   | Sr. y Sra. Cornelius Vanderbilt | Cornelius Vanderbilt II Alice Claypoole Gwynne Vanderbilt                          |
| 234        | George W. Vanderbilt            | George W. Vanderbilt                                                               |
| 235        | Sra. A. Van Rensselaer          | Louisa Barnewall Van Rensselaer                                                    |
| 236        | James Varnum                    | James Varnum                                                                       |
| 237        | Mr. Worthington Whitehouse      | Worthington Whitehouse                                                             |
| 238, 239   | Sr. y Sra. W. Seward Webb       | William Seward Webb Eliza Osgood Vanderbilt Webb                                   |
| 240        | Barton Willing                  | John Rhea Barton Willing                                                           |
| 241        | Srta. Willing                   | Susan Ridgway Willing                                                              |
| 242, 243   | Gov. and Sra. Wetmore           | George Peabody Wetmore Edith Keteltas Wetmore                                      |
| 244        | Srta. Wetmore                   | Edith M. Keteltas Wetmore                                                          |
| 245        | Egerton Winthrop                | Egerton Leigh Winthrop                                                             |
| 246        | Thomas C. Winthrop              | Thomas C. Winthrop                                                                 |
| 247        | F. B. Winthrop                  | Bronson Winthrop                                                                   |
| 248, 249   | Sr. y Sra. Buchanan Winthrop    | Buchanan Winthrop Sarah Townsend Winthrop                                          |
| 250        | Srta. Winthrop                  | Marie Austen Winthrop                                                              |
| 251, 252   | Sr. y Sra. Ben. Wells           | Benjamin Welles Frances Wyeth Swan Welles                                          |
| 253, 254   | Sr. y Sra. W. C. Whitney        | William Collins Whitney Flora Payne Whitney                                        |
| 255        | Srta. Georgiana L. Wilmerding   | Georgiana L. Wilmerding                                                            |
| 256        | Sra. C. A. Whittier             | Elizabeth Chadwick Whittier                                                        |
| 257, 258   | Sr. y Sra. Wysong               | John J. Wysong Martha Marshall Wysong                                              |
| 259        | M. A. Wilkes                    | Matthew Astor Wilks                                                                |
| 260, 261   | Sr. y Sra. W. Storrs Wells      | William Storrs Wells Anna Cole Raynor Wells                                        |
| 262, 263   | Gen. and Sra. Alexander S. Webb | Alexander S. Webb Anna Remsen Webb                                                 |
| 264        | Srta. Carrie Webb               | Caroline LeRoy Webb                                                                |
| 265        | Alexander S. Webb               | Alexander Stewart Webb                                                             |